# The Protector (televisieserie uit 2018)
The Protector is een Turkse televisieserie en de eerste Turkse Original van Netflix. In The Protector, ook bekend onder de Turkse naam Hakan: Muhafız.
In de serie staat Hakan centraal, op het eerste oog een doodnormale jongen tot hij ontdekt dat hij bij een eeuwenoud genootschap hoort en een geheime missie heeft te vervullen. Istanboel wordt bedreigd door onsterfelijk wezens en het is aan Hakan de taak om zijn stad daartegen te beschermen.
The Protector kwam op 14 december 2018 online op Netflix met 10 afleveringen in seizoen 1. Vlak voor de release voor seizoen 1 werd bekendgemaakt dat het verhaal vervolgd zal worden. Seizoen 2 is in april 2019 uitgebracht en op vrijdag 6 maart 2020 kwam seizoen 3 beschikbaar op Netflix. Na het derde seizoen kwam in hetzelfde jaar op 4 juli het vierde seizoen beschikbaar op Netflix.

## Rolverdeling
| Personage       | Acteur           |
| --------------- | ---------------- |
| Hakan Demir     | Çagatay Ulusoy   |
| Leyla Sancak    | Ayça Aysin Turan |
| Zeynep          | Hazar Ergüçlü    |
| Faysal Erdem    | Okan Yalabik     |
| Mazhar Dragusha | Mehmet Kurtulus  |
| Kemal           | Yurdaer Okur     |
| Orkun           | Fatih Dönmez     |
| Tekin           | Mehmet Yilmaz Ak |